# Venă frontală

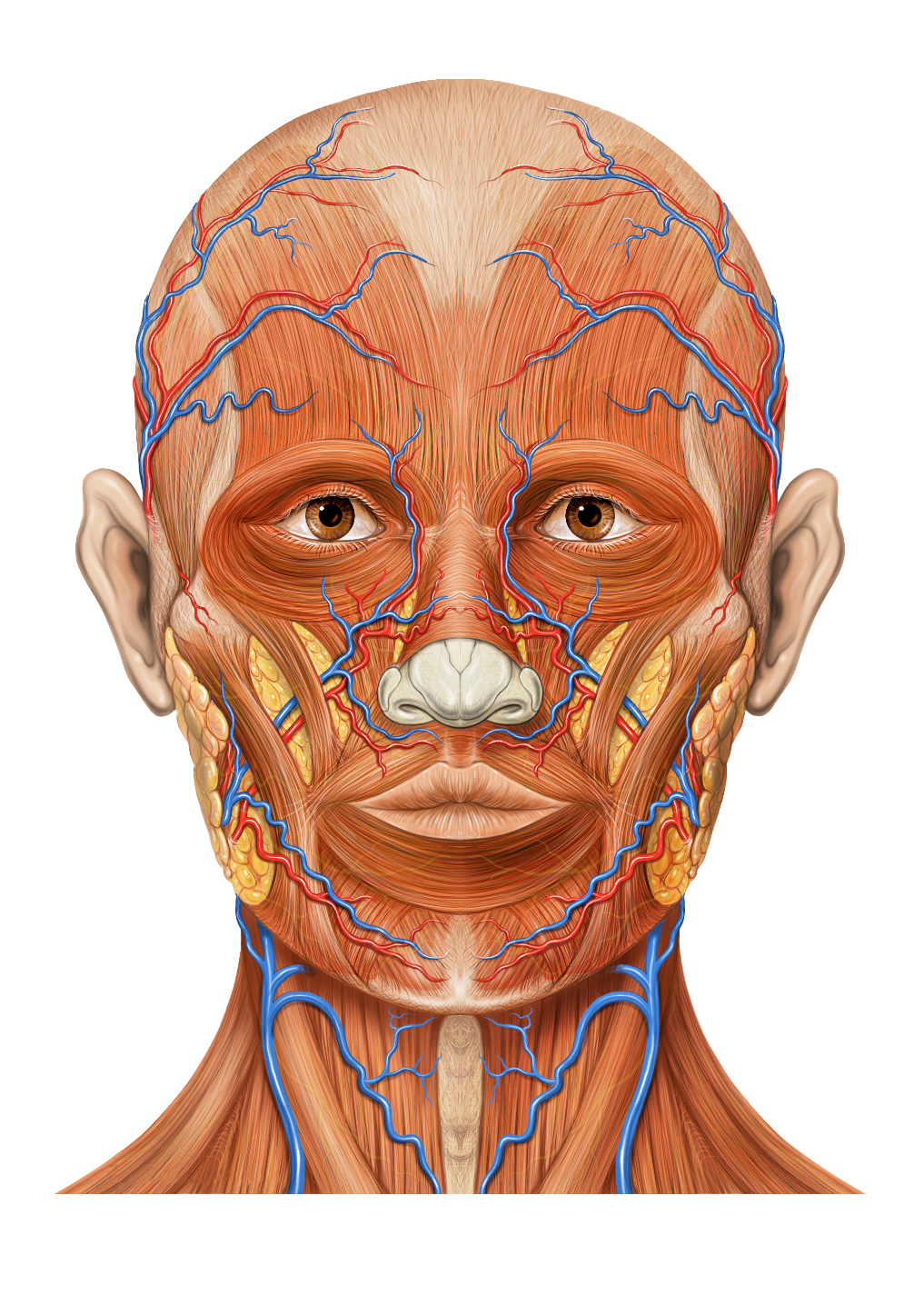
Vedere anatomică anterioară a capului

Vena frontală (vena supratrochleară) începe la nivelul frunții printr-un plex venos care comunică cu ramurile frontale ale venei temporale superficiale. Venele converg pentru a forma un singur trunchi, care se îndreaptă în jos aproape de linia de mijloc a frunții, paralel cu vena părții opuse. Cele două vene sunt unite, la nivelul rădăcinii nasului, de o ramură transversală, numită arcul nazal, care primește unele vene mici din partea dorsală a nasului. La rădăcina nasului venele diverg și, fiecare la unghiul medial al orbitei, se alătură venei supraorbitale, pentru a forma vena angulară. Ocazional, venele frontale se alătură pentru a forma un singur trunchi, care se bifurcă la rădăcina nasului în cele două vene angulare. 